# Janalikot
Janalikot (en népalais : जनलिकोत) est un comité de développement villageois du Népal situé dans le district d'Achham. Au recensement de 2011, il comptait 1 780 habitants.